# STOP MOTION (尾崎亜美のアルバム)
『Stop Motion』（ストップ・モーション）は、1978年7月5日にリリースされた尾崎亜美の3作目のスタジオ・アルバムである。発売元は東芝EMI/エキスプレス。

## 概要
前作までと異なり、プロデュースを自ら行い、編曲も担当している。尾崎によると、ディレクターの意向により「弦も入れて」と要望され、それは他人がやるものだと思っていたら「いえ、亜美さんがやります」と言われ、ストリングスの知識も無かったため大変戸惑ったが、直ぐさま編曲に関する本を購入して一夜漬けに近い形で弦アレンジを勉強したという。前2作での松任谷正隆の仕事ぶりは近くで見ていたため、手順は概ね理解していたものの、″こんなやり方もあるかも″、″自分ならこうしたかも″ という思いもあり、かなり背伸びをしてアレンジもやってみようと挑戦する運びとなった。尾崎は、当然松任谷の手腕には敵う筈もなく、その結果には賛否両論あったというが、初めはダメならすぐ止めようと思っていたもののやってみたら面白くて、これがあったから今の自分がいると述べている。
シングル「ストップ モーション」(アルバム・バージョン) 、「嵐を起こして」のほか、南沙織に提供した資生堂のCMソング「春の予感 -I've been mellow-」のセルフ・カバーも収録された。コーラスに寺尾聰やオフコースの小田和正、鈴木康博らが参加した曲も収録されている。
ジャケット写真は、レコーディングの合間に小田原周辺の海岸にて撮影された。
2009年4月22日には紙ジャケット仕様（CD:TOCT-26825）で再発売され、「ストップ モーション」のシングル・ヴァージョンがボーナス・トラックとして追加収録された。

## 収録曲

### LP / CT
| 全作詞・作曲・編曲: 尾崎亜美。 |                    |          |            |      |
| #                              | タイトル           | 作詞     | 作曲・編曲 | 時間 |
| 1.                             | 「センセイション」 | 尾崎亜美 | 尾崎亜美   | 3:23 |
| 2.                             | 「ジョーイの舟出」 | 尾崎亜美 | 尾崎亜美   | 4:13 |
| 3.                             | 「嵐を起こして」   | 尾崎亜美 | 尾崎亜美   | 3:25 |
| 4.                             | 「ドランクダウン」 | 尾崎亜美 | 尾崎亜美   | 4:13 |
| 5.                             | 「来夢来人」       | 尾崎亜美 | 尾崎亜美   | 4:09 |

| 全作詞・作曲・編曲: 尾崎亜美。 |                                 |          |            |      |
| #                              | タイトル                        | 作詞     | 作曲・編曲 | 時間 |
| 1.                             | 「ストップ モーション」         | 尾崎亜美 | 尾崎亜美   | 3:39 |
| 2.                             | 「春の予感 〜I've been mellow」 | 尾崎亜美 | 尾崎亜美   | 3:37 |
| 3.                             | 「悪魔がささやく」              | 尾崎亜美 | 尾崎亜美   | 4:47 |
| 4.                             | 「もどかしい夢」                | 尾崎亜美 | 尾崎亜美   | 3:34 |
| 5.                             | 「ラストキッス」                | 尾崎亜美 | 尾崎亜美   | 4:21 |

### CD
| 全作詞・作曲・編曲: 尾崎亜美。 |                                 |          |            |      |
| #                              | タイトル                        | 作詞     | 作曲・編曲 | 時間 |
| 1.                             | 「センセイション」              | 尾崎亜美 | 尾崎亜美   | 3:23 |
| 2.                             | 「ジョーイの舟出」              | 尾崎亜美 | 尾崎亜美   | 4:13 |
| 3.                             | 「嵐を起こして」                | 尾崎亜美 | 尾崎亜美   | 3:25 |
| 4.                             | 「ドランクダウン」              | 尾崎亜美 | 尾崎亜美   | 4:13 |
| 5.                             | 「来夢来人」                    | 尾崎亜美 | 尾崎亜美   | 4:09 |
| 6.                             | 「ストップ モーション」         | 尾崎亜美 | 尾崎亜美   | 3:39 |
| 7.                             | 「春の予感 〜I've been mellow」 | 尾崎亜美 | 尾崎亜美   | 3:37 |
| 8.                             | 「悪魔がささやく」              | 尾崎亜美 | 尾崎亜美   | 4:47 |
| 9.                             | 「もどかしい夢」                | 尾崎亜美 | 尾崎亜美   | 3:34 |
| 10.                            | 「ラストキッス」                | 尾崎亜美 | 尾崎亜美   | 4:21 |

| #         | タイトル                                        | 作詞  | 作曲・編曲 | 時間 |
| --------- | ----------------------------------------------- | ----- | ---------- | ---- |
| 11.       | 「ストップ モーション」(シングル・ヴァージョン) |       |            | 3:38 |
| 合計時間: | 合計時間:                                       | 43:21 |            |      |

## シングル

### 概要
5枚目のシングル。尾崎によると、曲の途中にブレイク（小休止）を入れるなど、音楽で遊ぶことを覚えた曲だという。同タイトルのアルバム『STOP MOTION』にはアルバムバージョンで収録された。
| 全作詞・作曲・編曲: 尾崎亜美。 |                         |          |            |      |
| #                              | タイトル                | 作詞     | 作曲・編曲 | 時間 |
| 1.                             | 「ストップ モーション」 | 尾崎亜美 | 尾崎亜美   | 3:37 |
| 2.                             | 「ラストキッス」        | 尾崎亜美 | 尾崎亜美   | 4:20 |
| 合計時間:                      | 合計時間:               | 7:57     |            |      |

6枚目のシングル。アルバム『STOP MOTION』からの先行リリース。
| 全作詞・作曲・編曲: 尾崎亜美。 |                  |          |            |      |
| #                              | タイトル         | 作詞     | 作曲・編曲 | 時間 |
| 1.                             | 「嵐を起こして」 | 尾崎亜美 | 尾崎亜美   | 3:26 |
| 2.                             | 「来夢来人」     | 尾崎亜美 | 尾崎亜美   | 4:08 |
| 合計時間:                      | 合計時間:        | 7:34     |            |      |

## 参加ミュージシャン
| - E.Piano：佐藤博 - E.Guitar：鈴木茂 - Ac.Guitar：Ted M. Gibson - E.Bass：高水健司 - Drums：林立夫 - Percussion：斉藤ノブ - Ac.Piano：佐藤準 - Chorus：AMII'S CHILD & DADDY - Strings：玉野ストリングス - Strings Arrangement：尾崎亜美 - E.Piano, Ac.Piano：佐藤博 - E.Guitar：鈴木茂 - Ac.Guitar：Ted M. Gibson - E.Bass：高水健司 - Drums：林立夫 - Percussion：斉藤ノブ - Alto Flute：ジェイク・コンセプション - Chorus：寺尾聰 - Chorus：AMII'S CHILD - Horn Section Arranement：尾崎亜美 - E.Piano：佐藤博 - E.Guitar：鈴木茂 - Ac.Guitar：Ted M. Gibson - E.Bass：高水健司 - Drums：林立夫 - Percussion：斉藤ノブ - Alto Sax：渕野繁雄 - Synthesizer：尾崎亜美 - Strings：玉野ストリングス - Strings Arrangement：尾崎亜美 - Ac.Piano, Solina：尾崎亜美 - E.Piano：佐藤博 - Ac.Guitar：Ted M. Gibson - E.Guitar：松原正樹 - E.Bass：高水健司 - Drums：林立夫 - Percussion：斉藤ノブ - Synthesizer：佐藤準 - Ac.Piano：尾崎亜美 - E.Piano：佐藤博 - E.Guitar：鈴木茂 - Ac.Guitar：Ted M. Gibson - E.Bass：高水健司 - Drums：林立夫 - Percussion：斉藤ノブ - Chorus：小田和正（オフコース） - Chorus：鈴木康博（オフコース） - Chorus：AMII'S CHILD - Memories of the wind：寺尾聰 - Strings：玉野ストリングス - Strings & Oboe Arrangement：尾崎亜美 | - Clavinette：尾崎亜美 - E.Piano：佐藤博 - E.Guitar：鈴木茂 - Ac.Guitar：Ted M. Gibson - E.Bass：高水健司 - Drums：林立夫 - Percussion：斉藤ノブ - Ac. Piano：佐藤準 - Soprano Sax：ジェイク・コンセプション - Chorus：小田和正（オフコース） - Chorus：鈴木康博（オフコース） - Strings：玉野ストリングス - Strings Arrangement：尾崎亜美 - E.Piano：佐藤博 - E.Guitar：鈴木茂 - Ac.Guitar：Ted M. Gibson - E.Bass：高水健司 - Drums：林立夫 - Percussion：斉藤ノブ - Chorus：AMII'S CHILD - Marimba, Glocken Spiel：尾崎亜美 - Strings：玉野ストリングス - Strings Arrangement：尾崎亜美 - Ac.Piano, Hammond Organ：佐藤博 - E.Guitar：鈴木茂 - Lead Guitar：松原正樹 - Dobro：Ted M. Gibson - E.Bass：高水健司 - Drums：林立夫 - Percussion：斉藤ノブ - Horn Section Arrangement：尾崎亜美 - E.Piano：佐藤博 - E.Guitar：松原正樹 - Ac.Guitar：Ted M. Gibson - E.Bass：高水健司 - Drums：林立夫 - Percussion：斉藤ノブ - Ac.Piano, Synthesizer：佐藤準 - Chorus：AMII'S CHILD - Strings：玉野ストリングス - Strings Arrangement：尾崎亜美 - E.Piano：佐藤博 - E.Guitar：鈴木茂 - Ac. Guitar：Ted M. Gibson - E.Bass：高水健司 - Drums：林立夫 - Percussion：斉藤ノブ - Synthesizer, Cembalo：佐藤準 - Harmonica：松尾一彦 - Strings：玉野ストリングス - Strings Arrangement：尾崎亜美 |

## レコーディングスタッフ
- プロデューサー：武藤敏史、尾崎亜美
- レコーディングエンジニア：Ryoji Hachiya
- 録音：TOSHIBA-EMI Studio, ONKIO HAUS Studio, FREEDOM Studio ROCKWELL KITCHEN
- リミックス：TOSHIBA-EMI mixdown Room

## カバーデザイン
- デザイン：Kunio Shutoh
- 写真：Tamjin

## リマスター
- 監修・ライナーノート：田家秀樹

## リリース日一覧
| 地域 | リリース日     | レーベル                  | 規格                   | カタログ番号   | 備考                                              |
| ---- | -------------- | ------------------------- | ---------------------- | -------------- | ------------------------------------------------- |
| 日本 | 1978年7月5日   | 東芝EMIエキスプレス       | LP                     | ETP-80022      | stereo                                            |
| 日本 | 1993年3月3日   | 東芝EMIエキスプレス       | CD                     | TOCT-6938      |                                                   |
| 日本 | 1997年11月19日 | 東芝EMIエキスプレス       | CD                     | TOCT-10041     |                                                   |
| 日本 | 2003年9月10日  | 東芝EMIエキスプレス       | CD                     | TOCT-25171     | 紙ジャケット、24bitリマスター                     |
| 日本 | 2004年4月1日   | EMIミュージック・ジャパン | デジタル・ダウンロード | 00094631384950 | mora                                              |
| 日本 | 2004年4月1日   | EMIミュージック・ジャパン | デジタル・ダウンロード | B0045PLIU2     | Amazon.com                                        |
| 日本 | 2004年4月1日   | EMIミュージック・ジャパン | デジタル・ダウンロード | A1000021418    | レコチョク                                        |
| 日本 | 2005年4月20日  | EMIミュージック・ジャパン | CD                     | TOCT-16035     |                                                   |
| 日本 | 2005年8月4日   | EMIミュージック・ジャパン | デジタル・ダウンロード | 720401972      | Apple Music                                       |
| 日本 | 2009年4月22日  | EMIミュージック・ジャパン | CD                     | TOCT-26825     | 紙ジャケット、24bitリマスター、ボーナス・トラック |
| 日本 | 2013年12月11日 | EMI Records Japan         | CD                     | TYCN-60050～1  | 2in1                                              |

## 参考資料
- オリコン『ALBUM CHART-BOOK COMPLETE EDITION 1970-2005』オリコン・マーケティング・プロモーション、2006年4月。ISBN 978-4-87131-077-2。
- 『STOP MOTION』（紙ジャケット再発盤・ライナーノーツ）東芝EMI/EXPRESS、2009年4月22日。TOCT-26825。